# Tate McRae
Tate Rosner McRae (sinh ngày 1 tháng 7 năm 2003) là một ca sĩ, nhạc sĩ và vũ công người Canada. Ở tuổi 13, cô đã trở nên nổi tiếng khi là thí sinh Canada đầu tiên vào chung kết trong loạt phim truyền hình thực tế của Mỹ So You Think You Can Dance. McRae đã ký hợp đồng với RCA Records vào năm 2019 sau khi các bài hát của cô đã thu hút được sự chú ý trực tuyến—bao gồm cả bản hit lan truyền năm 2017 "One Day"—khi cô phát hành vở kịch mở rộng (EP) đầu tay All the Things I Never Said (2020) vào tháng 1 năm sau. Đĩa đơn năm 2020 của cô, "You Broke Me First" đã trở thành một bản hit quốc tế và đạt vị trí thứ 17 trên Billboard Hot 100. Năm 2021, McRae là nhạc sĩ trẻ nhất góp mặt trong danh sách 30 Under 30 của tạp chí Forbes'.
EP thứ hai của cô, Too Young to Be Sad (2021) là EP nữ được phát trực tuyến nhiều nhất năm 2021 trên Spotify. Album phòng thu đầu tay của cô, I Used to Think I Could Fly (2022) đã nhận được phản hồi tích cực từ giới phê bình và đạt vị trí thứ 13 trên bảng xếp hạng Billboard 200 của Hoa Kỳ, đồng thời lọt vào top 10 ở một số quốc gia. Phát triển hình ảnh mang hơi hướng nhạc pop hơn, đĩa đơn năm 2023 của McRae, "Greedy" đã chứng kiến thành công trong thương mại xa nhất của cô; bài hát ấy đã đạt vị trí cao nhất trên bảng xếp hạng Canadian Hot 100 và đạt vị trí thứ ba trên bảng xếp hạng Billboard Hot 100. Đĩa đơn tiếp theo, "Exes", lần lượt đạt vị trí thứ chín và thứ 34 trên bảng xếp hạng và ra mắt trước khi phát hành album phòng thu thứ hai của cô, Think Later (2023), ra mắt trong top năm ở nhiều quốc gia khác nhau.